# Караво (Салерно)
Караво је насеље у Италији у округу Салерно, региону Кампанија.
Према процени из 2011. у насељу је живело 11 становника. Насеље се налази на надморској висини од 682 м.